# Мологский район
Мологский район — административно-территориальная единица в составе Ивановской Промышленной и Ярославской областей РСФСР, существовавшая в 1929—1940 годах. Административный центр — город Молога.
Мологский район был образован 10 июня 1929 года в составе Рыбинского округа Ивановской Промышленной области. 23 июля 1930 года Рыбинский округ был упразднён и район перешёл в прямое подчинение Ивановской Промышленной области.
11 марта 1936 года Мологский район вошёл в состав новообразованной Ярославской областей.
20 декабря 1940 года в связи со строительством Рыбинского водохранилища и затоплением большей части территории Мологского района он был упразднён. Незатопленная территория района была разделена между Брейтовским, Некоузским и Рыбинским районами.

## Административное деление
Первоначально район включал следующие сельсоветы: Бабкинский, Бобровский, Бор-Дорковский, Веретейский, Гореловский, Городецкий, Жеребцовский, Иловенский, Копорьевский, Кулигский, Леонтьевский, Новолокский, Осмерицкий, Покровский, Раменский, Рындинский, Сомовский, Становский, Сысоевский, Федорицкий, Хлебневский и Шуморовский.
В 1932 году из Рыбинского района в Мологский были переданы Погорельский I, Погорельский II и часть Каменниковского с/с. В том же году Боброковский, Копорьевский и Раменский с/с были переданы в Ермаковский район, а Каменниковский с/с — в Рыбинский горсовет.
В 1933 году Погорельский I и Погорельский II с/с были упразднены, а на их территории образованы Займищевский, Истоминский и Погорельский с/с.
В 1934 году Сысоевский с/с был присоединён к Веретейскому.
В 1937 году были упразднены Городецкий, Осмерицкий, Сомовский и Хлебневский с/с, в 1939 — Иловенский, а в 1940 — Покровский, Федорицкий и Шуморовский.
По состоянию на 1 апреля 1940 года район включал 13 сельсоветов:
- Бабкинский,
- Бор-Дорковский,
- Веретейский,
- Гореловский,
- Жеребцовский,
- Займищевский,
- Истоминский,
- Кулигский,
- Леонтьевский,
- Новолокский,
- Погорельский,
- Рындинский,
- Становский.